# Max Herrmann
Max Herrmann (14 de mayo de 1865-17 de noviembre de 1942), profesor alemán de origen judío historiador de la Literatura y teórico de los estudios de cine y teatro. Es considerado padre fundador de los estudios de teatro en Alemania junto a Arthur Kutscher y Carl Niessen.
Tras su graduación en 1884, cursa estudios de filología germánica y de historia en Friburgo, Gotinga y Berlín adquiriendo el título de  Privatdozent en 1891, título que le capacitaba especialmente para la enseñanza de esas materias. En 1898 se casa con Helene Herrmann y en 1903 es nombrado profesor dedicándose a la enseñanza como profesor independiente en diversos centros. En 1916 fundó la "Biblioteca Alemana de Publicaciones Privadas y Manuscritos" (Bibliothek Deutscher Privat und Manuskriptdrucke) en la Biblioteca del Estado, de Berlín .
En 1919 se le ofreció una cátedra en la Universidad de Berlín. En 1923, no sin la oposición principalmente de la disciplina de Literatura en la cual estaba integrado, se decide la creación del Departamento de Estudios de Teatro, primero de este tipo en todo el mundo, siendo nombrado en conjunto con Julius Petersen para su dirección. 
Cuando Adolf Hitler fue nombrado canciller de Alemania el 30 de enero de 1933, Max Herrmann fue privado de su cátedra, forzándole a jubilarse. 
El 8 de septiembre de 1942 junto a su esposa es deportado al campo de concentración de Theresienstadt, donde Max Herrmann muere en noviembre de 1942, muriendo Helene Herrmann en las cámaras de gas en Auschwitz, suponiéndose como más probable, el 10 u 11 de julio de 1944, tras ser trasladada allí en uno de los trenes destinados para los considerados no aptos. 
En 1900 Max Herrmann pronunció sus primeras conferencias sobre estudios de cine y teatro en el marco del Departamento de Estudios Germánicos de la Universidad de Berlín. En aquellos tiempos el teatro se encuentra integrado, indiferenciado, en los estudios sobre literatura; Hermann era defensor de diferenciar el teatro de la Literatura, de la narrativa, considerando que el Arte Dramático va más allá del propio texto en que se sustenta, necesitando de la puesta en escena para que llegue al público:

El teatro y el drama son, según mi creencia, [...] en un principio contradictorios ya que es demasiado evidente que sus síntomas no pueden sostenerse constantemente: el drama es tanto creación de la palabra como creación artística del individuo, el teatro es el mérito del público y sus servidores.
Max Herrmann.

La concepción del Teatro como una disciplina académica perfectamente diferenciada fue respaldada en los principios del siglo XX por la incorporación de las nuevas técnicas en las puestas en escena, y por los esfuerzos innovadores de “Gordon Craig, Appia, Piscator, Meyerhold, Stanislavski, Grotowski, Reinhardt y los del propio Brecht entre otros, [logrando] demostrar la validez teórica de los postulados de Herrmann”.
Hasta su expulsión, aun sometido a presiones y acoso, Herrmann trabajó en "El Desarrollo del Arte Profesional del Teatro en la Antigüedad y los Tiempos Modernos" (Die Entstehung der berufsmässigen Schauspielkunst im Altertum und in der Neuzeit), cuyo manuscrito preservado por uno de sus alumnos,  Ruth Mövius (1908–1989), es publicado en 1962.
Los 10 de mayo, anualmente, rememorando el día de la quema de libros por los nazis,  La Biblioteca del Estado de Berlín concede el premio Max Herrmann de los Amigos de la Biblioteca del Estado.

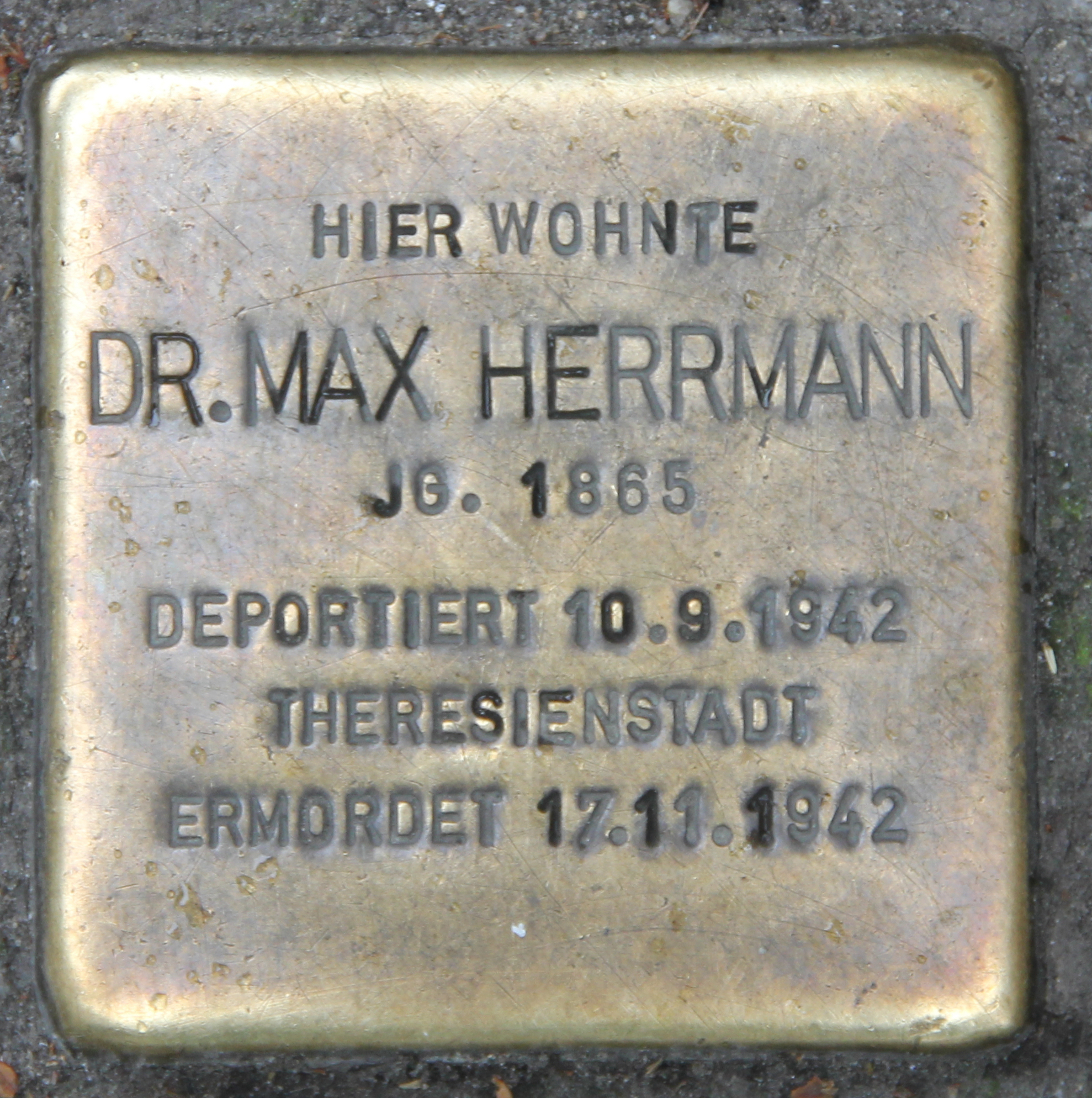
Stolperstein en su memoria

En Berlín, en el distrito de Marzahn, una carretera y una parada de tranvía llevan el nombre de Max Herrmann.
El 17 de noviembre de 2008, frente al que fue su hogar en el Augsburger Strasse en Berlín-Charlottenburg , fue colocada una placa en el suelo, parte del proyecto Stolpersteine del artista alemán Gunter Demnig en memoria de aquellos que fueron deportados y asesinados por los nazis.

## Obras
- La investigación sobre la historia del teatro alemán de la Edad Media y el Renacimiento (Forschungen zur deutschen Theatergeschichte des Mittelalters und der Renaissance.) Weidmann, Berlín 1914.
- La etapa de Hans Sachs (Die Bühne des Hans Sachs). Una carta abierta a Albert Köster. Weidmannsche Buchhandlung, Berlín 1928
- La aparición de una actuación de forma profesional en la antigüedad y en los tiempos modernos (Die Entstehung der berufsmässigen Schauspielkunst im Altertum und in der Neuzeit)Ed. y con un panegírico de Ruth Mövius. Henschel, Berlín 1962. online